# Eunpyeong-gu
Eunpyeong-gu es uno de los 25 distritos (gu) de Seúl, Corea del Sur. Situándose al norte del río Han se divide en 20 dongs. 

## Divisiones administrativas
Eunpyeong-gu se encuentra dividido en 11 dongs:
- Bulgwang-dong (불광동 佛光洞)
- Daejo-dong (대조동 大棗洞)
- Eungam-dong (응암동 鷹岩洞)
- Galhyeon-dong (갈현동 葛峴洞)
- Gusan-dong (구산동 龜山洞)
- Jeungsan-dong (증산동 繒山洞)
- Jingwannae-dong (진관내동 津寬內洞)
- Jingwanoe-dong (진관외동 津寬外洞)
- Nokbeon-dong (녹번동 碌磻洞)
- Susaek-dong (수색동 水色洞)
- Yeokchon-dong (역촌동 驛村洞)

## Comunicaciones

### Ferroviarias
- Metro de Seúl

- Línea 3

- (Deogyang-gu, Ciudad de Goyang) ← Gupabal ─ Yeonsinnae ─ Bulgwang ─ Nokbeon → (Seodaemun-gu)

- Seoul Metropolitan Rapid Transit Corporation

- Línea 6

- (Mapo-gu) → Susaek → Jeungsan → Saejeol → Eungam → Yeokchon → Bulgwang → Dokbawi → Yeonsinnae → Gusan → Eungam → Saejeol → Jeungsan → Susaek → (Mapo-gu)

## Hermanamientos
- Dadong, China
- Yuhong, China